# Суха Ричина
Суха Ричина или Вела Рика (али и Башћанска Ричина), је речица или поток на острву Крку.

## Опис
Суха Ричина је једини стални водоток на хрватским острвима, она прима сву падавинску воду читаве башћанске долине. Извире подно падинама западног крчког масива, испод Велог врха, Обзова и Трескавца, код места Драга Башћанска, затим тече кроз башћанску долину и насеље Јурандвор, потом кроз Башку те се код ауто-кампа Заблаће улива у Јадранско море.
Суха Ричина дуга је укупно 8,7 km. Лети готово пресуши, али у јесен и пролеће толико набуја, да јој корито нарочито у њеном горњем току (где је доста запуштено и нерегулисано) није у стању прихватити све воде, те поплављује. Због тога се у сврху регулације водотока Сухе Ричине те ради наводњавања Башћанског поља, планира градња акумулације Жанац у горњем делу на локацији Баба.
На Сухој Ричини у прошлости је било чак пет воденица.
На локацијама уз Суху Ричину пронађен је фосил морског паука и фосили морских пужева из еоцена, који су изложени у Природњачком музеју Ријека.